# Martín Barlocco
Martín Raúl Barlocco Canale (* 19. Dezember 1977 in Montevideo) ist ein uruguayischer Fußballspieler.

## Karriere

### Verein
Der El Loco (auf Deutsch: Der Verrückte) genannte Torwart begann seine Karriere bei Centro Atlético Fénix im Jahre 1999 und spielte dort bis 2000. Anschließend ging er zu El Tanque Sisley. Laut der honduranischen Tageszeitung La Prensa währte seine Zeit bei El Tanque von 1999 bis 2002. Der Zeitung zufolge wechselte Barlocco von dort 2003 nach Kolumbien zu Pumas Colombia. Im Jahr 2004 gehörte er der Mannschaft des kolumbianischen Vereins Deportes Quindío an, kehrte dann nach Uruguay zurück und mindestens in der Saison 2005/06 stand er bei Deportivo Colonia unter Vertrag. 2006 spielte er für River Plate Montevideo und wechselte von dort innerhalb der Stadt im Jahr 2007 zu den Rampla Juniors. Für die Rampla Juniors absolvierte er in der Clausura 2007 zehn Spiele in der Primera División. Dabei war er aufgrund seiner Leistungen einer der Garanten für den verhinderten Abstieg in jener Spielzeit. 2008 entschloss er sich zu einem Wechsel in den Iran, wo er für Bargh Schiras und Mes Rafsanjan FC spielte. In dieser Zeit wurde er in zwei aufeinanderfolgenden Spielzeiten jeweils zum besten Torhüter der iranischen Super League gewählt. In der Saison 2009/10 und 2010/11 war er wieder für Bargh Schiras aktiv. Im Mai 2010 verkündete der damalige Präsident des honduranischen Vereins Marathón, Yankel Rosenthal, die Verpflichtung Barloccos für die folgende Spielzeit. Dieser Wechsel fand jedoch offenbar nicht statt. Später wechselte er dann zu Gostaresh Foolad Tabriz, bei dem er in der Saison 2011/12 spielt. Am 14. September 2011 wurde er dort im Spiel gegen Shahrdari BandarAbbas vom Platz gestellt. In der Spielzeit 2012/13 kehrte Barlocco nach fünf Jahren im iranischen Fußball zu den in jener Saison in der Segunda División antretenden Rampla Juniors zurück. Im Januar 2013 wurde Barloccos Wechsel zum bolivianischen Verein Guabirá vermeldet. Allerdings wird Barlocco mindestens im März 2013 abermals in Reihen der Rampla Juniors geführt. Über Barloccos Rückkehr zu den Rampla Juniors existiert zudem eine Meldung aus dem Juli 2013. Im Oktober 2013, sein Spielerpass befand sich zu jener Zeit laut AUF bei den Rampla Juniors, schloss er sich dem Rocha Fútbol Club an. Bei dem Klub aus dem Südosten Uruguays absolvierte er 27 Spiele in der Segunda División. Am 26. Juni 2014 wurde Barloccos Wechsel zum Club Atlético Atenas vermeldet. Dort bestritt er in der Saison 2014/15 25 Partien in der Primera División. Am Saisonende stieg er mit dem Klub ab. Im September 2015 wechselte er zum Zweitligisten Deportivo Maldonado. In der Spielzeit 2015/16 kam er dort 17-mal in der Liga zum Einsatz.

### Nationalmannschaft
Barlocco kam auch in der B-Auswahl der uruguayischen Nationalmannschaft zum Einsatz und gewann mit dieser im Jahr 2000 die Copa Hong Kong. Bei der im gleichen Jahr in China ausgetragenen Copa Cuatro Naciones belegte er mit der Celeste den zweiten Rang. Im darauffolgenden Jahr gehörte er auch dem B-Nationalteam an, dass bei der in Indien ausgetragenen Copa Millenium das Viertelfinale erreichte.